# Mount Craig
Mount Craig är ett berg i Kanada. Det ligger i territoriet Yukon, i den västra delen av landet. Toppen på Mount Craig är 4 029 meter över havet.
Den högsta punkten i närheten är Mount Wood, 4 842 meter över havet, 19,9 km öster om Mount Craig. Det finns inga samhällen i närheten.
Trakten runt Mount Craig är permanent täckt av is och snö.